# Leopold Rieder
Leopold Rieder (* 14. November 1807 in Ettenheim; † 3. November 1881) war ein deutscher Verwaltungsbeamter.

## Leben
Leopold Rieder studierte Rechtswissenschaften an der Albert-Ludwigs-Universität Freiburg. 1828 wurde er Mitglied des Corps Rhenania Freiburg. 1834 legte er die juristische Prüfung ab. Bis 1837 war er Rechtspraktikant beim Bezirksamt Ettenheim. 1837 wurde er Schriftverfasser in Kenzingen, 1838 Amtspraktikant in Hornberg und 1840 Amtsassessor beim Bezirksamt Säckingen. 1844 wurde er dort Amtmann. 1849 wurde er zum Amtsvorstand des Bezirksamts Triberg ernannt und 1853 zum Oberamtmann befördert. Von 1855 bis 1860 war er Amtsvorstand des Bezirksamts Tauberbischofsheim, von 1860 bis 1867 des Bezirksamts Waldshut und von 1867 bis 1880 des Bezirksamts Gengenbach. 1872 trat er dem Sekretariat des badischen Verwaltungsgerichtshofs bei. 1880 quittierte er den Staatsdienst.